# مشروع قانون

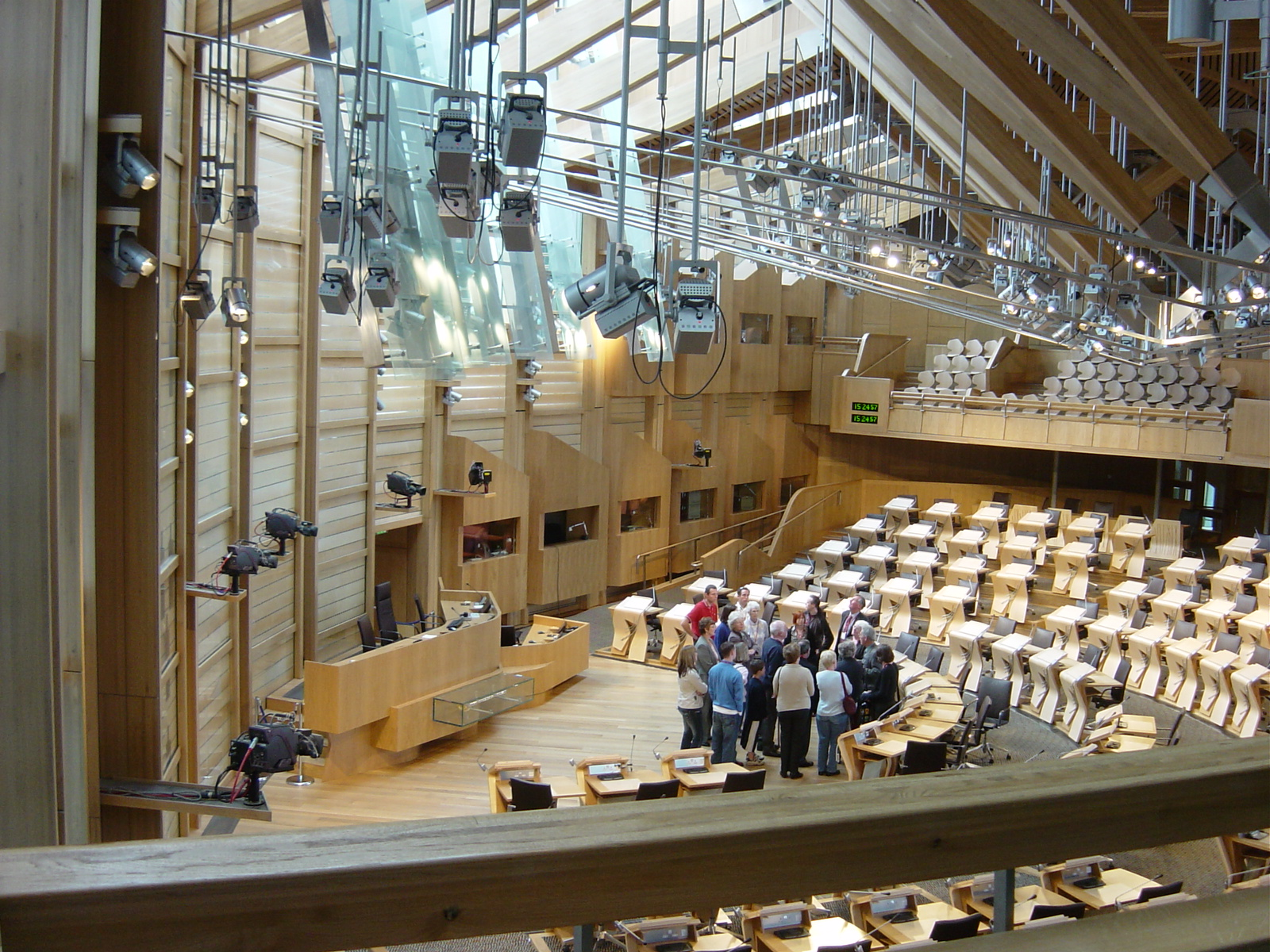

ضمن الإطار السياسي والقانوني يشير مصطلح مشروع القانون إلى الصيغة النهائية المكتوبة لنص قانون والمقترح والمقدم إلى السلطة التشريعية، والتي تتداول نقاشه قبل أن يشرّع. بالتالي لا يعد مشروع القانون قانوناً إلى أن تصادق عليه السلطة التشريعية، والذي يتم لاحقاً تمريره إلى السلطة التنفيذية.
عادة ما يتطلب الوصول إلى الصيغة النهائية من مشاريع القوانين طرح سلسلة من النسخ الأولية للنصوص والتشريعات المقترحة، والتي يتم مناقشتها وإجراء تعديلات عليها، حتى الوصول إلى النسخة الأكثر توافقية.

## اقرأ أيضاً
- تشريع